# (4816) Connelly
(4816) Connelly ist ein Asteroid des Hauptgürtels, der am 3. August 1981 vom US-amerikanischen Astronomen Edward L. G. Bowell an der Anderson Mesa Station (IAU-Code 688) des Lowell-Observatoriums in Coconino County entdeckt wurde.
Der Asteroid wurde nach dem US-amerikanischen Mathematiker Robert Connelly (* 1942) benannt, der seit 1969 Professor an der Cornell University ist und mit seinen Arbeiten wichtige Grundlagen zur Astrometrie und zur Abbildung von Asteroiden mittels Radar lieferte.